# Virga

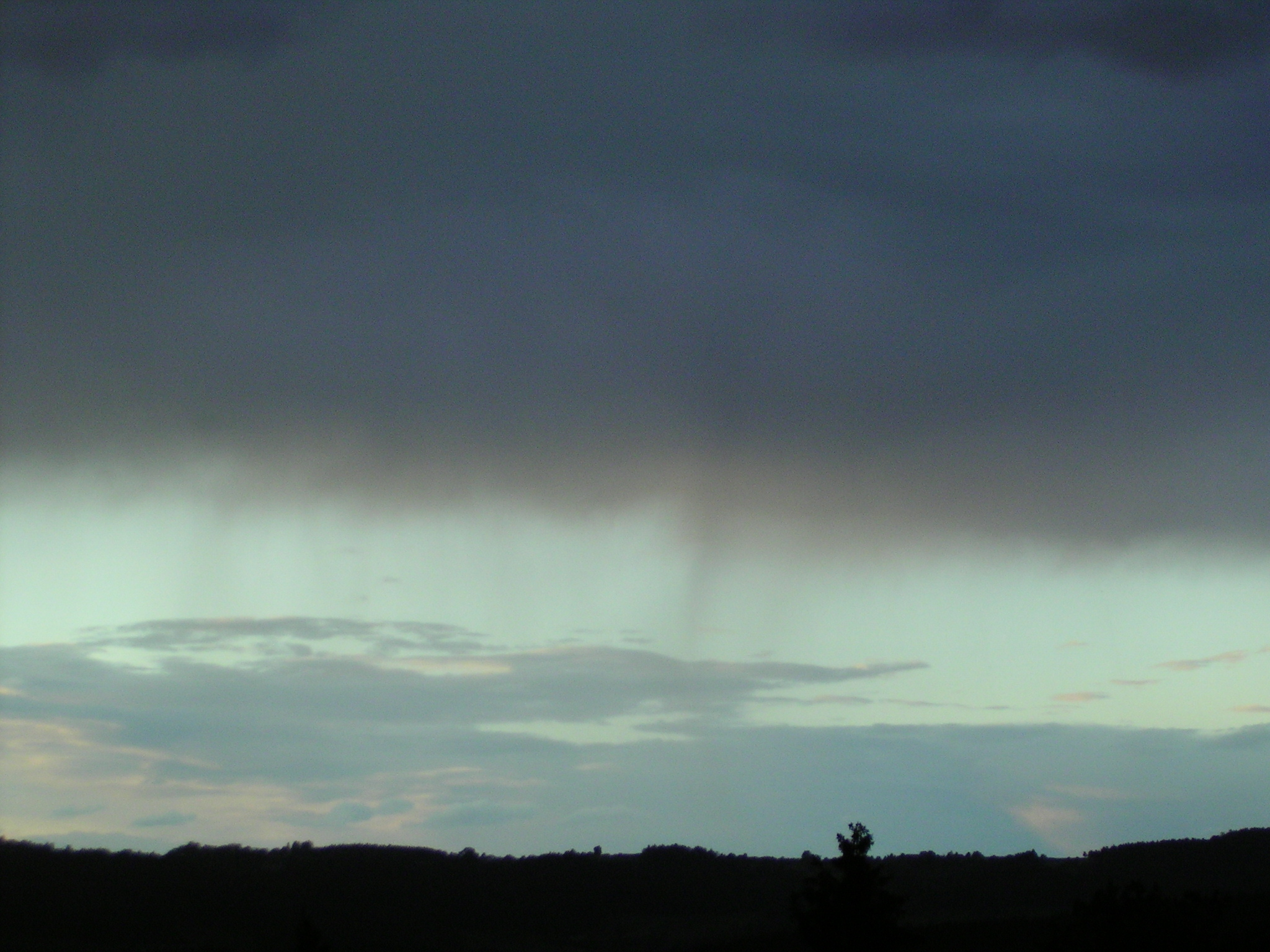
Srážkové pruhy pod oblakem

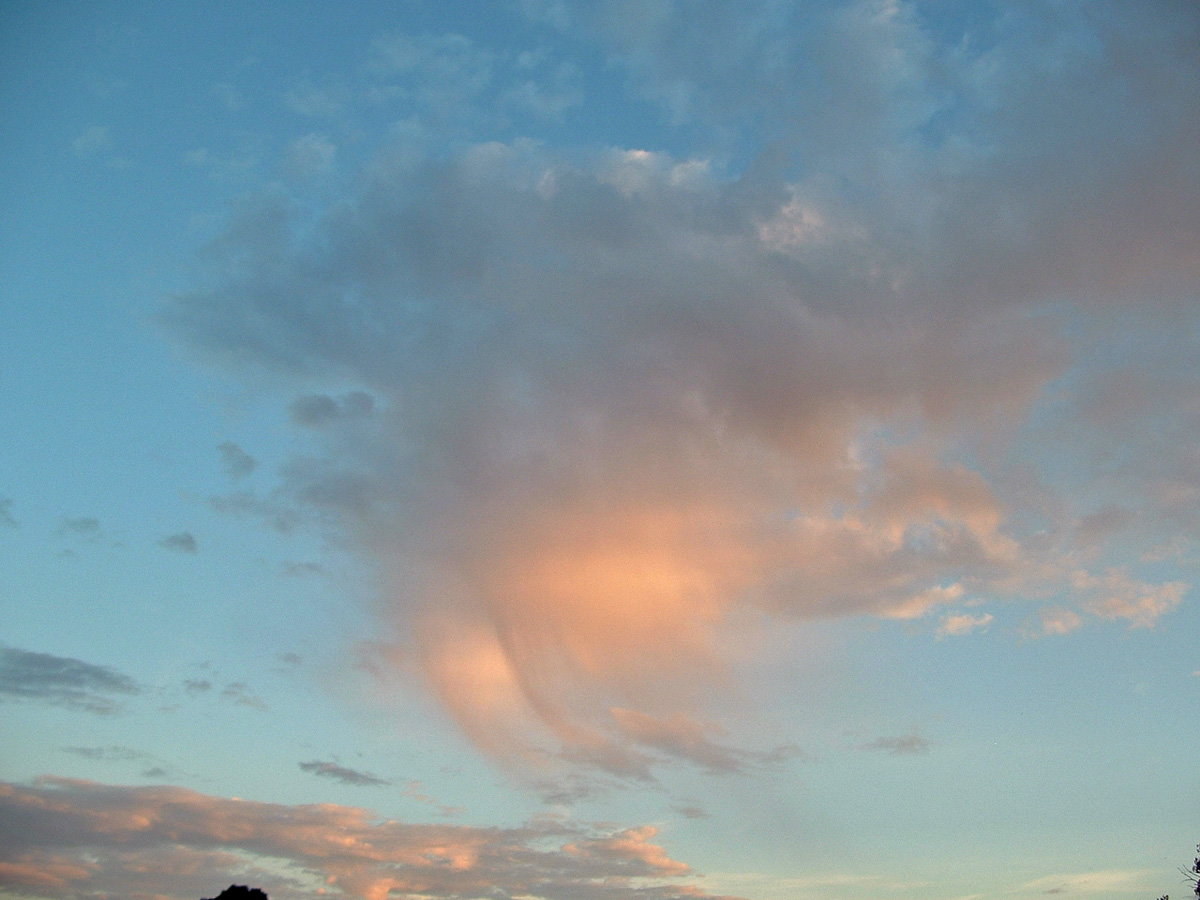
Virga padající z Altocumulu

Virga (též srážkové pruhy) je meteorologický termín pro srážku, která vypadává z oblaku, ale vypařuje se nebo sublimuje ještě před dopadem na zem. Ve vyšších nadmořských výškách vypadává především ve formě ledových krystalků. Tento jev je velmi běžný v pouštních oblastech.
Zvláštnost může způsobovat zajímavé povětrnostní jevy, protože když se déšť mění z kapaliny na plyn, tak spotřebovává velké množství tepla díky vysokému skupenskému teplu varu vody. Tyto malé „kapsy“ velmi chladného vzduchu potom rychle klesají, přičemž způsobují v nižších výškách zesílení větru (viz též střih větru).
Virga může vytvářet pohledné dramatické scény, zejména během západu slunce, kdy jsou proudy srážek pod mrakem osvíceny červeným světlem nízko položeného slunce.
Virga je latinské slovo označující proutek nebo větev a objekty z nich vyrobené, jako smeták, hůl nebo tyč.